# Cyclodium varians
Cyclodium varians är en träjonväxtart som först beskrevs av Fée, och fick sitt nu gällande namn av Alan Reid Smith. Cyclodium varians ingår i släktet Cyclodium och familjen Dryopteridaceae. Inga underarter finns listade.